# Русь изначальная (роман)
«Русь изначальная» — исторический роман советского писателя Валентина Иванова. По хронологии занимает первое место в трилогии о древних русичах (ранее вышли «Повести древних лет», а затем «Русь великая»). Впервые опубликован в двух томах в 1961 году, впоследствии неоднократно переиздавался. Глава «Торжок-остров» публиковалась отдельно в журнале «Знание — сила» (№ 1, 1961).
Действие романа занимает бо́льшую часть VI века и разворачивается вокруг славянских племён Приднепровья, ведущих борьбу со степняками-кочевниками. Простоте нравов и нравственной чистоте «варваров» противопоставляется Византия, стремящаяся покорить все окружающие её народы. Главные герои — воины-славяне Ратибор и Индульф (урождённый Лютобор) в равной мере тоскуют о несбыточном и желают небывалого. Однако Ратибор, пережив тяжёлые потери, становится отцом семейства и князем-воеводой, укоренённым в родной земле. Индульф, обретя небывалое во дворцах Константинополя, ощущает себя обманутым и упустившим счастье из рук. Пережив войну остготов и византийцев в Италии, он возвращается с армией Ратибора, опустошившей дунайские провинции Империи, на реку Рось, где спустя века возникнет древнерусское государство.
В произведении действует вымышленное славянское племя, которое называет себя «россичи», так как живёт «вблизи реки Рось». В действительности славянское племя с таким названием не упоминается ни в одном историческом источнике и было вымышлено автором, поскольку «Русь изначальная» была написана в 1950-е годы с позиций антинорманизма и выдержана в духе «борьбы с космополитизмом». Произведение связано с популярным в националистической среде, включая славянское неоязычество, хазарским мифом, в котором хазары отождествляются с евреями, проводится идея об извечной конфронтации славян и «хазар» и многовековом «хазарском иге» над Русью. Также «Русь изначальная» имеет ярко выраженные антихристианские мотивы.

## Сюжет
Действие романа происходит в VI веке, по хронологии, в основном, охватывая правления византийских императоров Юстина (518—527) и Юстиниана (527—565). Повествование строится на контрасте между жизнью приднепровских славянских племён с их простым бытом, и величием недоброй Восточной Римской империи. Текст включает 17 глав, разделённых на два тома, с эпилогом и авторским комментарием.
Главный герой — воин Ратибор, процесс взросления и мужания которого определяет канву повествования. Отец его пал в битве, а сам он служит под рукой воеводы Всеслава, который построил на краю степи военный городок, ставший ядром общеславянской общности. Во время нашествия хазар Ратибор влюбился в красавицу-хазаринку, погибшую в сече от стрелы своих соплеменников. Он даже дал клятву быть ей верным до гроба. Эта несбывшаяся любовь и жажда невозможного долго мешает воину, он отвергает невесту Млаву, сговорённую ему матерью Анеей, и лишь много позже примиряется со своей судьбой. Пересечение базовых направлений сюжета — росского и византийского миров, показано в главе «Торжок-остров» (четвёртая в первом томе), в которой старшина Чамота полемизирует с пресвитером Деметрием.
В «византийских главах» описан путь к власти Юстиниана, поддержанного недоброй и умной бывшей куртизанкой Феодорой. Супруги сохранили власть во время восстания «Ника»; немалую роль в повествовании играют полководцы Нарзес и Велизарий — проводники воли императора, мечтающего покорить весь мир. Придворные обычаи Второго Рима показаны отчасти через сознание новгородца Индульфа (имя он взял от побратима-германца на Балтике, от рождения его звали Лютобором), который, так же, как и Ратибор, мечтая о невозможном, попал в императорскую гвардию. Выказав неповиновение, он с друзьями отправлен в армию на покорение Готского королевства в Италии. Гвардейцы видят и придворного историка Прокопия Кесарийского, который со своей точки зрения описывает деяния императора. Его тайную книгу в финале распространяет верный опальному Велизарию евнух Каллигон.
Возмужавший Ратибор становится воеводой союза славян; он зрелый витязь, любящий Млаву и своих детей. Византийцы, желая оградить империю от потенциальной угрозы, провоцируют грандиозное нашествие кочевников. Князь Всеслав, потеряв множество воинов, сожжённых городков и сёл, решается на месть и отправляет соединённое племенное ополчение под началом Ратибора на Дунай. Его консультантом становится беженец из империи — бывший лицедей и философ Малх, который, понимая чистоту людей Севера, хочет оградить их от соблазнов Юга. Во время вторжения славян в Дунайские земли к ним присоединяются и Индульф с другом Голубом, возвращающиеся из Италии.

Они не знали тогда, что империя их не отпустит. Не поможет время. <…>

Беспокойные, они будут сеять волнение. Мстительные, они возбудят недобрые чувства и злое любопытство к империи, о которой они не устанут рассказывать россичам. Не устанут, ибо многое, может быть главное, они постигнут потом, вспоминая прожитое и находя слова для рассказа.

В урочное лето их тела растают в огне погребального костра. Но их тоскующие души останутся среди россичей, живые в завещании вечной вражды к югу Тёплых морей, где для Индульфа и Голуба живёт нечистая нелюдь, где под золотыми куполами сидят змеи-аспиды с ядовитыми клыками, хитро спрятанными под сладкоречивыми обещаниями блаженства, где они искали невозможное, нашли его и упустили из рук.— В. Иванов. Русь изначальная. Т. 2. Глава 16: «Добыча» (3)

## Замысел и создание
В переписке от ноября 1957 года Иванов сообщал, что работает на темой «эпохи дальней, о которой ещё никто не писал». Своим корреспондентам он писал, что начал работать с конца — с известного по историческим источникам набега славян на крепость Топер через Балканы на берег Эгейского моря. Ничтожное число потерь соотносилось с рейдами Александра Македонского или фельдмаршала Румянцева, а также личным военным опытом автора-кавалериста, и не вызывало недоверия к древним источникам. Однако именно успешный захват отрядом славян численностью в 1200 человек византийской крепости побудил писателя задаться вопросом, «можно ли проткнуть империю как глыбу сыра штыком». Собственно, византийские главы и были развёрнутым ответом на этот вопрос. Книга вышла в свет в сентябре 1961 года, и тираж был мгновенно распродан. В целом Валентин Дмитриевич признавал, что выход его романа в свет был следствием «счастливого стечения обстоятельств», поскольку произведения исторического жанра вычёркивались из издательских планов. Недоумение редакции вызвали и византийские главы, занимавшие основную часть текста. Внутреннюю рецензию для издательства писал академик Б. А. Рыбаков, который беспокоился только о том, «чтобы для молодёжи не было скучновато».

## Литературные особенности

### Историчность романа
Время действия «Руси изначальной» — VI век нашей эры, когда происходил распад родового строя у приднепровских (восточных) славян. Связанные общностью речи, быта и культуры, вынужденные обороняться против разбойничьих набегов кочевников, приднепровские славяне осознают необходимость действовать сообща. Центром объединения стала слободка на границе леса и степи, гарнизоном которой — пять десятков взрослых воинов и тридцать подростков на воинском обучении, посылаемых племенным князь-старшиной, — командует воевода Всеслав. Всеслав хочет приохотить больше молодых людей к ратному делу, что вызывает подозрение и недовольство старшин. Верным помощником его стал молодой воин Ратибор. Вскоре на слободу совершает набег передовой отряд хазар. В результате всё больше и больше представителей родов и племён ищет защиты у Всеслава. Лишь новый набег хазар, погубивший множество племенных городков, принудил славянскую общину объединяться, и центром нового единства могла быть только слобода князя Всеслава на речке Рось. Далее Всеслав даёт всем племенам старшин своей волей — из кровных побратимов, спаянных воинской службой. После объединения Поросья единое войско под началом воеводы Ратибора вторгается в Ромейскую империю ради славы и добычи. Полученные на юге ресурсы позволят присоединить северные племена.
Действие второго сюжетного пласта романа разворачивается в Византии эпохи Юстиниана I. А. Г. Кузьмин полагал, что в восприятии византийских реалий Иванов был солидарен с Александром Герценом, который в спорах со славянофилами считал Ромею «Римом без воспоминаний и угрызений совести», а православие — «апатичным католицизмом». Георгий Плеханов также связывал с «византинизмом» худшие черты русского самодержавия. Тем не менее, по мысли Кузьмина, Иванов подводил читателя к аналогичным оценкам совершенно самостоятельным путём. Описывая будни двора и улиц Константинополя, он стремился понять власть Византии изнутри, психологически. Это делается на контрасте между ожиданиями от власти «варваров» (неважно, готов или славян), которым требовалось эффективно вести общественные дела. Поэтому у варваров существовала выборность, а неудачливого вождя народное собрание могло не только изгнать, но и принести в жертву богам. На Востоке, в том числе римском Востоке, власть — это господство, освящённое государственной религией. У варваров воины-люди связаны совестью, у ромеев подданных скрепляет насилие государства. Весьма показательны и эпиграфы, которыми вводятся византийские главы романа. Однако писатель показал, что империи было под силу развратить варваров, приучить их к своим застарелым порокам. В результате синтеза между двумя параллельными повествованиями так и не получилось, и «русская» тема прозвучала в романе приглушённо. Кузьмин полагал, что в первую очередь это происходило из-за конфликта авторской концепции и исторической добросовестности писателя. Выводя Русь от речки Роси, Иванов был вынужден описывать племя в несколько сот человек — больше бы не поместилось на этой территории.
По мнению В. В. Каргалова, произведение Иванова исторически недостоверно. Сделав главными противниками россичей хазар, он проигнорировал реально существовавший племенной союз — Аварский каганат, господствовавший в VI веке в Северном Причерноморье. Именно его хорошо сплочённые силы и должны были явиться импульсом к славянскому единству, а не летучие отряды хазар. Объяснение этому предложил В. А. Шнирельман, связывая создание хазарского мифа Иванова с антисемитскими мотивами, выраженными в «Жёлтом металле». Шнирельман также подчёркивал, что по историческим обстоятельствам хазарская тема не должна была прозвучать в «Руси изначальной», однако именно эти племена писатель избрал как олицетворение Степи, враждебной славянскому Лесу. Для решения авторской задачи Иванов пошёл на явный анахронизм, убеждая читателя, что хазары исповедовали иудаизм уже в первой половине VI века и считали себя богоизбранным народом. Шнирельман считал, что использование словосочетания «мудрецы с юга», которые обратили хазарских ханов в иудаизм, намекало на «сионских мудрецов». Именно это внутреннее разделение объясняло победы россичей над численно превосходящими их силами хазар. В эпилоге романа автор-рассказчик выражал надежду, что у россичей «не привьются учения злобных пророков».

## Критическое восприятие
Вопреки заявлениям, что роман Иванова был проигнорирован критикой, «Русь изначальная» вызвала ряд профессиональных рецензий и неоднократно становилась предметом рассмотрения как историков, так и литературоведов. В обзорной статье Е. Поляковой подчёркивалось право писателя «заменить историю», дополнить
скудные её данные интуицией, воображением, сделать книгу, которую читатель примет как бесспорную. Главным недостатком, по мнению рецензента, был принципиальный антиисторизм (точнее, внеисторизм) писателя, который сложную историческую диалектику попытался заменить упрощённой схемой, выраженной в описаниях простого и здорового быта россичей, противопоставленному яду соблазнов умирающей Византии. Е. Поляковой показалось странным, что россичи, отвергая христианскую проповедь, сами поклоняются единому богу, но полемизируя с греческим пресвитером, рассуждают так, «словно каждое племя
уже подписано на серию антирелигиозных брошюр издательства „Знание“». Впрочем, победу в споре с пресвитером одержал образованный грек Малх, который остался у славян, поняв, за каким народом будущее. «Таких всепонимающих героев, с лёгкостью ориентирующихся в грядущем, в „Руси изначальной“ множество». То же относится к народу россичей в целом: они не только наделены всевозможными личными добродетелями, но и полны предвидения великой миссии русского народа. Это и вызывает главную претензию рецензента, поскольку в книге есть огромное число хронологически и исторически точно описанных событий, приключений молодых славян, битв, походов, свадеб и похорон, нет только одного: «самой жизни VI века и людей её».
Напротив, в рецензиях Е. С. Громова и А. Смирновой подчёркивается огромный объём научно-исследовательской работы, проделанной Ивановым, целью которой является реконструкция тех нравственных начал, которые подготовили расцвет и великое будущее народа. Собственно, и колорит эпохи, в котором «всецело доверяешь автору», создаётся не архаизацией строя речи или описанием реалий VI века, а воспроизведением мышления, которое могло быть у людей той эпохи. В то же время Громов сетовал, что в сюжетном отношении «росские» и «византийские главы» слабо связаны между собой, композиция параллелизма не способствует цельному восприятию книги. Достаточно сказать, что в первом томе три больших главы подряд посвящены Византии, а не россичам, то же характерно и для второго тома. Рецензент, однако, признавал роман «умным и талантливым» и посчитал, что Иванову удалось показать, как героическое начало прошлого проявляется и в характере современного человека, что связывает прошлое и настоящее. А. Смирнова углубила оценку тех же особенностей. Параллельная композиция романа позволяет противопоставить те начала в жизни славян, которые подготовили объединение их племён, тогда как Византия разъедает себя изнутри. Князь Всеслав стремится уберечь своих людей от угрозы извне, император Юстиниан — удержать власть любой ценой. Рецензент безоговорочно признаёт роман «значительным произведением современной литературы».
В. Д. Оскоцкий в 1972 году отметил, что Иванов «интересно освоил неизведанные пласты истории», но не одобрял именно внеисторичность авторского замысла. Соответственно, идеи народоправия и общерусского единства являются универсальными и вневременными, охватывая росских хлебопашцев, охотников и воинов. Описания их «здорового быта» обозначены как «навязчивые», в противовес очернению Византии — величайшей цивилизации тогдашнего мира, приобщение к которой и помогло раскрыть славянам потенции самобытного развития. В частной переписке Иванов на подобную критику высказался так: «Не нравится критикам, что мои русские не дикие. Что ж сделаешь тут?»
Уже после кончины Иванова негативную оценку его романа высказал и Л. Н. Гумилёв. С его точки зрения, фантазия писателя свободна, но убедительным для читателя автор становится, только когда располагает надёжными историческими источниками. В «Руси изначальной» таково описание восстания «Ника». Как только автор отрывается от источников, «жанр романа из исторического превращается в фантастический». Например, Иванов изобрёл названия славянских племён: «илвичи», «каничи», «россавичи», собственно россичи. Хазары во время действия романа обитали в низовьях Терека, а в Причерноморье господствовали авары. Упоминание послов Юстиниана в Саркеле, основанном спустя 180 лет, вызвало сравнение: «как если бы Пётр I договорился бы с Цыси в Порт-Артуре». Использование славянами сабель в VI веке (заимствованных у кочевников полтысячелетия спустя) вызвало ассоциацию с «наступлением на Москву танковых колонн Наполеона». Впрочем, главной проблемой Л. Гумилёв считал отсутствие «связно написанных» исторических книг, на которых мог бы основываться романист.
Критик Вячеслав Горбачёв считал, что в основе романа были поставлены три вопроса: что такое Русь, что такое цивилизованный мир и какую роль играла церковь как средство и оружие идеологической обработки народов. В рецензии Владимира Соболя, опубликованной в журнале «Нева» в 1994 году (отзыв был вызван архангельским переизданием, вышедшим в предыдущем году), упор сделан на проблемах, волновавших постсоветское общество: сравнение между зарождающимся народом и гибнущей империей, ненависть к государству как к принципу и к культуре как оковам свободного человека. Выявлено и известное противоречие: писателю отвратительна жестокость, с которой было подавлено восстание «Ника», но одновременно он восторженно описывает, как славяне-лучники уничтожили пять тысяч ромейских конников. Рецензент полагал, что это столкновение людей, свободных жертвовать собой, с одной стороны, ради платы (наёмники-византийцы), с другой — ради богатой добычи (россичи). В то же время несколько принуждёнными, искусственными названы рассуждения Малха — изгоя, «философа по страсти», в котором прорывается вовне «европейская культурная традиция, которая делает чужих по крови родными нам по духу». Двойственность обнаруживается в трагическом описании завершения итальянских войн; в общечеловеческом смысле гибель готов ничем не отличается от исчезновения славянских родов при хазарском набеге и от смерти тех же хазар под мечами росских воинов. Порыв Малха к свободе оказывается кратким, лишь в те дни, пока он, сбежав от рабства Империи, не попал под росскую племенную дисциплину. Из небольшой племенной дружины три века спустя составится Киевская держава.

## Влияние
Роман «Русь изначальная» обеспечил своему автору наиболее широкую известность и признаётся главным и лучшим произведением Иванова. В романе был представлен резко критический образ Византийской империи VI века, заложивший основу мифа, который оказал существенное воздействие на умы образованной публики, зачастую это произведение цитируется сторонниками славянского неоязычества в качестве исторического труда. Историк и писатель Дмитрий Володихин включал роман в ряд классических романов русской литературы, по которым образованный человек воспринимает исторические события.

## Экранизации
В переписке Валентина Иванова с читателями 1960-х годов часто поднималась тема экранизации «Руси изначальной». Сам писатель реагировал пессимистически: так, в послании от 25 мая 1962 года он заявил, что невозможно сыскать «столь безумного режиссёра или директора студии, которые взялись бы за древнеисторический сюжет», но при этом отметил, что сам бы первым возразил, если бы по мотивам его серьёзного произведения был бы «сооружён этакий коммерческий фильм». Голливудские дорогие постановки он обозначал термином «псевдо». Лишь в конце жизни писателя, в 1973 году, Роман Давыдов привлёк Иванова как сценариста для создания мультипликационного рисованного фильма «Детство Ратибора». Фильм воспевал героизм древних россичей, в полном согласии с оригиналом, и был вписан в достаточно широкий контекст.
В 1986 году был поставлен полнометражный двухсерийный фильм «Русь изначальная», предназначенный прежде всего для молодых зрителей. По словам Э. М. Лындиной, создатель фильма Геннадий Васильев в первую очередь стремился вернуть зрителям историческую память, помочь «постигнуть непреходящую связь поколений». Объёмную рецензию на фильм представил сценарист и кинокритик Леонид Нехорошев, который подчёркивал, литературный текст Иванова не мог служить руководством режиссёру, поскольку роман «Русь изначальная» в тех частях, которые касаются Руси, основан всецело на фантазиях писателя. Больше половины книги посвящено Византии и византийцам, и эти главы намного более ярки и убедительны, несмотря на авторскую установку противопоставить чистоту и благородство славян козням обитателей Второго Рима. Нехорошев утверждал, что первоначальный вариант сценария «Руси изначальной» был слаб и хаотичен, а заявленная тема объединения славянских племён вообще не была выражена сколько-нибудь заметным образом. Первая серия включала затянутую экспозицию к «византийской» линии, а во второй серии много места занимали сражения с хазарами, собственно, сцен с россичами оказалось очень мало. Событийный ряд зачастую представлен без правдоподобной мотивировки, и зритель, не читавший романа, даже не поймёт, о ком, собственно, идёт речь.
Впоследствии мнения критиков изменились. Вдова писателя — В. Путилина — оценивала фильм как «сохранивший дух романа». Политолог Г. Ю. Филимонов, рассуждая о стратегии духовно-нравственного воспитания в России XXI века, приводил примеры фильма Геннадия Васильева и мультфильма «Детство Ратибора» как «едва ли ни единственного заслуживающего внимания отечественного художественного фильма, непредвзято повествующего о быте древних славян дохристианской Руси». Роман и фильм были подвергнуты критике В. А. Шнирельманом и обозначены как антихристианские по духу. Кроме того, впервые на широком экране были показаны славяне-язычники с их ритуалами, стилистика которых была живо подхвачена в неоязыческих кругах. По мнению А. А. Бескова, Шнирельман, скорее всего, использовал статью Ю. Вишневской в парижском эмигрантском журнале «Синтаксис» и вряд ли лично смотрел фильм. Режиссёр Геннадий Васильев к 1980-м годам создал фильмы «Финист — Ясный сокол» и «Василий Буслаев», ставил перед собой задачу «открытия истоков» у молодёжи, и антихристианские мотивы в фильме, по мнению Бескова, совершенно не очевидны. М. Н. Лукашев одобрительно отозвался о достоверности демонстрации борьбы VI века в романе и фильме, с её запретом на подножки и удушение.

## Издания
- Иванов В. Торжок-остров // Знание — сила. — 1961. — № 1. — С. 34—41.
- Иванов В. Русь изначальная. В двух книгах. — М. : Молодая гвардия, 1961. — Кн. 1. — 400 с.
- Иванов В. Русь изначальная. В двух книгах. — М. : Молодая гвардия, 1961. — Кн. 2. — 408 с.
- Иванов В. Русь изначальная. В двух книгах / Ил. А. И. Зыкова. — М. : Советская Россия, 1969. — Кн. 1. — 416 с. — 100 000 экз.
- Иванов В. Русь изначальная. В двух книгах / Ил. А. И. Зыкова. — М. : Советская Россия, 1970. — Кн. 2. — 432 с. — 100 000 экз.
- Иванов В. Русь изначальная. Роман в двух томах / Ил. Б. Лаврова. — М. : Современник, 1979. — Т. 1. — 430 с. — 200 000 экз.
- Иванов В. Русь изначальная. Роман в двух томах / Ил. Б. Лаврова. — М. : Современник, 1979. — Т. 2. — 445 с. — 200 000 экз.
- Иванов В. Д. Русь изначальная : Роман : в 2 т.. — М. : Современник, 1982. — Т. 1. — 430 с.
- Иванов В. Д. Русь изначальная : Роман : в 2 т.. — М. : Современник, 1982. — Т. 2. — 445 с.
- Иванов В. Д. Русь изначальная: Роман // Откуда есть пошла Русская земля. Века VI—X. Кн. 1. Происхождение народа / Сост. А. Г. Кузьмин. — М. : Молодая гвардия, 1986. — Т. 1. — С. 21—468. — 704 с. — (История Отечества в романах, повестях, документах). — 200 000 экз.
- Иванов В. Д. Русь изначальная: Роман // Откуда есть пошла Русская земля. Века VI—X. Кн. 2. Происхождение народа / Сост. А. Г. Кузьмин. — М. : Молодая гвардия, 1986. — Т. 2. — С. 35—472. — 702 с. — (История Отечества в романах, повестях, документах). — 200 000 экз.
- Иванов В. Русь изначальная (роман) // Русь Великая: романы. — М. : Воениздат, 1990. — С. 5—375. — 848 с. — 100 000 экз. — ISBN 5-203-00318-1.
- Иванов В. Д. Русь изначальная: Роман. В 2 т. — М. : Современник, Лексика, 1992. — Т. 1. — 431 с. — (Золотая летопись России). — 200 000 экз. — ISBN 5-270-01660-5.
- Иванов В. Д. Русь изначальная: Роман. В 2 т. — М. : Современник, Лексика, 1992. — Т. 2. — 432 с. — (Золотая летопись России). — 200 000 экз. — ISBN 5-270-01661-3.
- Иванов В. Д. Русь изначальная. Роман. [В 2 т.]. — Архангельск : Сев.-Зап. кн. изд-во, 1993. — Т. 1. — 439 с. — ISBN 5-85560-282-6.
- Иванов В. Д. Русь изначальная. Роман. [В 2 т.]. — Архангельск : Сев.-Зап. кн. изд-во, 1993. — Т. 2. — 446 с. — ISBN 5-85560-283-4.
- Иванов В. Д. Русь изначальная. Роман. [В 2 т.]. — М. : Терра, 1997. — Т. 1. — 350 с. — (Славяне). — ISBN 5-300-01111-8.
- Иванов В. Д. Русь изначальная. Роман. [В 2 т.]. — М. : Терра, 1997. — Т. 2. — 361 с. — (Славяне). — ISBN 5-300-01112-6.
- Иванов В. Д. Русь изначальная : роман. — М. : АСТ, 2009. — 797 с. — (Великая судьба России). — ISBN 978-5-17-057831-3.
- Иванов В. Д. Русь изначальная : роман. — М. : АСТ : Жанры, 2014. — 926 с. — (Библиотека проекта Бориса Акунина «История Российского государства»). — ISBN 978-5-17-085717-3.